# Архангельский, Василий Васильевич
Васи́лий Васи́льевич Арха́нгельский (24 февраля 1864 года, Серпухов — 13 ноября 1937 года, Бутовский полигон) — протоиерей, святой Русской православной церкви, причислен к лику святых как священномученик в 2003 году для общецерковного почитания.
Память празднуется в день его кончины 31 октября (13 ноября).

## Биография
Появился на свет 24 февраля 1864 года в Серпухове, где отец служил псаломщиком. В 1884 году выпускник Московской духовной семинарии. Был женат, в семье родились четверо детей.
После рукоположения в сан священника в 1885 году получил приход в храме села Матвеевского в Подольском уезда в Московской губернии.
В 1891 году перешёл в храм Ахтырской иконы Божией Матери села Ахтырка в Хотьковской волости в Дмитровском уезде. Основал и открыл 3 церковноприходские школы в деревнях Ахтырского прихода.
В 1919 году был удостоен сана протоиерея.

## Аресты и мученическая кончина

### Первый арест
Первый раз в 1920 году приговорён  условному сроку три месяца  заключения по обвинению в контрреволюционной деятельности.

После этого сотрудники ОГПУ начали негласно собирать материал про отца Василия. Осведомители сообщали, что:  
священник использовал свой авторитет среди верующих для ведения яростной антисоветской агитации
 кроме того сообщалось, что отец Василий: 
повсеместно, как в частных беседах, так и в проповедях, ведет злостную антисоветскую и антисемитскую агитацию, затрагивая политические темы", так что "дальнейшее пребывание его на свободе имеет отрицательное влияние на настроение населения к советской власти".

### Второй арест
Ночью с 2 на 3 сентября 1929 году отца Василия арестовали во второй раз и поместили в московскую Бутырскую тюрьму.
3 сентября  допросили прихожанку о. Василия из деревни Комякино. Она дала показания, что 9 июля, после молебена, который отслужил у неё в доме отец Василий вместе с диаконом <Алексием?>, В. В. Архангельский сказал, что 
нехорошо, что я избегаю священника, так как этим я лишаюсь Божьего благословения. Я стала оправдываться, говоря, что сделала это не по злому умыслу, а потому, что у меня не было денег. После этого он сказал: “Плохо, что некоторые дома, наслушавшись большевиков, отказались от икон, их за это постигнет Божья кара”. Он мне еще много говорил поученому, так что я не могу вам передать полностью его слов, так как не могу вспомнить.
На допросе 4 сентября отец Василий Архангельский дал показания:
Никакой антисоветской агитацией среди крестьян я не занимался и разговоров с крестьянами на политические темы я не вел. Я не агитировал крестьян и порвавшим с церковью не говорил, что их смутили большевики. Книгу Нилуса, в которой идет речь о "протоколах сионских мудрецов", я не имел и не имею. Нилуса я читал лишь о монастырях. Заявляю, что политическими вопросами я не интересуюсь. Выписывая журнал "Безбожник", я его читаю исключительно с желанием узнать, что пишут о религии. Многому из него я не верю и не допускаю мысли, что факты, о которых пишут в "Безбожнике", творились в нашей среде.
12 сентября к делу были приобщены показания диакона Алексия, ранее служившего в Хотьковском монастыре:
В разговоре со мной священник Архангельский действительно выражал недовольство советской властью, говоря, что власть находится в руках жидов; начиная от Совнаркома и до низов, все делают по их указке, что правительство, объявив свободу вероисповедания, всех верующих притесняет. Кроме того, в доме в деревне Комякино он говорил, что те дома, которые не принимают священника, лишаются Божьего благословения. Это от того, что они наслушались большевиков.
17 сентября ещё одна из жительниц села Ахтырка показала:
Я бывала у священника Архангельского, иногда с ним разговаривала. В его разговорах чего-либо плохого о советской власти не было, он просто говорил, что в настоящее время вера среди народа падает и это приведет всех к плохому концу. Разговаривая о войне, он мне говорил, что лучше, если ее не будет.
23 ноября 1929 года Особое Совещание при Коллегии ОГПУ по статье 58 пункт 10 УК РСФСР приговорило протоиерея В. В. Архангельского на 3 года ссылки в Северный край по обвинению "в антисоветской и антисемитской агитации". Первым местом ссылки был Барабинск в Новосибирском округе Сибирского края, но позднее его перевели в Вологодскую область.
В 1932 году после окнчания срока ссылки отцу Василию было запрещено селиться в крупных городах и в их 100-километровых окрестностях. Поэтому он был направлен в удалённый приход храма Рождества Пресвятой Богородицы в селе Тимошево в Волоколамском районе Московской области.

### Третий арест и мученическая кончина
22 сентября 1937 года арестован в третий раз, посажен в Волоколамскую тюрьму. При тщательном обыска найдены были только 17 советских серебряных монет по 50 копеек. Монеты изъяли.
23 сентября следователи НКВД вызвали председателя сельского совета, который показал, что Василий Архангельский:
отбыв срок наказания, проживает в селе Тимашево, систематически занимается контрреволюционной антисоветской деятельностью, направленной на срыв мероприятий, проводимых советской властью и партией. 22 сентября 1937 г. в момент проведения ареста и обыска, он заявил: "Вы зря у меня что-то ищете, писем от Троцкого у меня не найдете, да и что было, я пожег в печке". Архангельский среди колхозников занимается агитацией. Летом в присутствии моем и колхозников говорил, что всем плохо живется в колхозе, потому что не стали жить в соответствии с Божьим Писанием, Бога забыли, в церковь перестали ходить, а все слушают коммунистов, которые доведут до того, что с голоду будете умирать, как мухи, хлеб на полях скоро родиться не будет". Весной 1937 г. во время проведения пробного выезда в колхозе, Архангельский, указывая на колхозные бригады, заявил: "Глядите, сколько их осталось, посевов много, а народа нет. Все, что и посеяно, им не убрать, а если и уберут, то все равно ничего не получат - государство заберет, а колхозники получат только солому. Вот и идите, колхозники, работайте задаром".
На допросе отец Василий на вопросы следователя ответил, что контрреволюционной деятельностью  не занимался, а во время обыска "когда <...> осматривали церковные книги, я заявил, шутя, что писем Троцкого вы не найдете, я их все сжег". Больше допросов не было.
11 ноября 1937 года тройка НКВД по Московской области приговорила Василия Васильевича Архангельского к расстрелу за "проведение среди населения подрывной и антисоветской работы, направленной на развал колхоза, высказывание пораженческих настроений".
13 ноября 1937 года приговор был приведён в исполнение на полигоне в Бутово под Москвой. Отец Василий погребён в одной из общих могил.

## Семья
- Жена — ?, в семье было 4 детей: имена?.

## Канонизация
Причислен к лику святых новомучеников и исповедников Российских для общецерковного почитания постановлением Священного Синода от 7 мая 2003 года в Москве.
День памяти: 31 октября /13 ноября и в Соборе новомучеников и исповедников Российских.

## Церковные награды
- 1914 — золотой наперсный крест.
- 1925 — наперсный крест с украшениями.
- 1929 — палица.
- 1935 — митра.